# Mark Taylor (cricket)
Pour les articles homonymes, voir Mark Taylor et Taylor.
Mark Anthony Taylor (né le 27 octobre 1964), parfois surnommé Tubby, est un ancien joueur de cricket australien. Il joua pour l'équipe d'Australie en test cricket de 1988 à 1999 et en ODI de 1989 à 1997. Il fut également capitaine de la sélection australienne. Il était réputé pour ses qualités de batteur mais aussi de fielder, détenant en son temps le record du plus grand nombre de catches en test match (battu depuis par Mark Waugh).
Il jouait principalement en tant qu'opening batsman.

## Équipes
- Nouvelle-Galles du Sud (1985-86 - 1998-99)

## Récompenses individuelles
- Un des cinq Wisden Cricketers of the Year de l'année 1990.